# Olcnava
Olcnava este o comună slovacă, aflată în districtul Spišská Nová Ves din regiunea Košice. Localitatea se află la altitudinea de 404 m deasupra n.m., se întinde pe o suprafață de 15,21 km2 și în 2017 număra 1.084 de locuitori.

## Istoric
Localitatea Olcnava este atestată documentar din 1312.

## Demografie
| An:                | 1994 | 2004   | 2014   | 2024   |
| ------------------ | ---- | ------ | ------ | ------ |
| Număr de persoane: | 900  | 969    | 1044   | 1015   |
| Diferență:         |      | +7,66% | +7,73% | −2,77% |

| An:                | 2023 | 2024   |
| ------------------ | ---- | ------ |
| Număr de persoane: | 1018 | 1015   |
| Diferență:         |      | −0,29% |